# Square Hammer
«Square Hammer» es una canción de la banda de rock sueca Ghost, lanzada como el primer sencillo de su segundo EP, Popestar. Esta canción logró llegar al número uno en la lista Mainstream Rock de Billboard en enero de 2017, lo que convirtió a la banda en la primera banda sueca en alcanzar esa posición en la lista. Además, recibió la certificación de oro en Canadá al vender 40 000 copias.  Además, «Square Hammer» fue seleccionada como uno de los temas oficiales de NXT TakeOver: San Antonio.

## Lista de canciones
| Sencillo en CD |                 |          |  |
| N.º            | Título          | Duración |  |
| 1.             | «Square Hammer» | 3:59     |  |

| Sencillo de 7" |                 |          |  |
| N.º            | Título          | Duración |  |
| 1.             | «Square Hammer» | 3:59     |  |

| Lado B |                      |          |  |
| N.º    | Título               | Duración |  |
| 1.     | «He Is» (Radio edit) | 3:31     |  |

## Vídeo musical
La cámara se desplaza por una ciudad iluminada por luces verdes durante una tormenta de rayos. Papa Emeritus III compra un periódico a un vendedor ambulante y lee acerca de un espectro misterioso que ha tomado el poder, así como de su papel en la primera película. Esa misma noche, la película «Square Hammer» está programada para su estreno en el Meliora Grand. Papa Emeritus III sale de la limusina y saluda a sus fanáticos, luego entra al cine con sus Nameless Ghouls. Se sientan en la primera fila tras saludar a los seguidores.
La película muda inicia con un hombre sosteniendo una antorcha en medio de una paisaje oscuro y tormentoso, también durante una tormenta de rayos. Encuentra un túnel y una puente levadiza se alza, revelando a Papa Emeritus III como un espectro misterioso. Este conduce al hombre dentro, mostrándole un sarcófago de piedra que comienza a abrirse, revelando más relámpagos en su interior. De vuelta en el cine, Papa Emeritus III parece sorprendido por esta parte y el proyector empieza a parpadear. En la película, se revela un martillo cuadrado rodeado de arcos eléctricos. El intertítulo lo nombra como «Square Hammer». El hombre lo agarra mientras el espectro misterioso realiza gestos místicos. El martillo brilla y emite rayos, y el ojo izquierdo del misterioso espectro también brilla.
De repente, el espectro misterioso se extiende por la pantalla formando un arco de energía eléctrica. Papa Emeritus III observa esto, pero los demás parecen despreocupados. Luego, el misterioso espectro se inclina y se convierte en una nube de murciélagos que persiguen a todos, excepto a Papa Emeritus III y los ghouls, fuera del teatro. Una imagen residual del misterioso espectro brilla en azul en la pantalla.
Los murciélagos ascienden al cielo nocturno y se transforman en un espectro gigante, recortado contra la luna llena. Dentro del cine, el proyector chispea aún más violentamente y muestra la imagen de un cardenal rojo en la cima de una cruz antes de que la película se derrita. Papa Emeritus III se cansa y sale. Afuera, la imagen azul del espectro brilla en el cielo. Un foco pasa sobre él y su ojo izquierdo brilla. El ojo izquierdo de Papa Emeritus III comienza a brillar antes de que la escena se corte.

## Recepción
MetalSucks elogió positivamente el vídeo, mientras que Metal Injection emitió una crítica favorable sobre la música.
El reconocido medio Loudwire consideró «Square Hammer» como la mejor canción de metal de 2016, premiando su videoclip como el mejor vídeo de metal en su sexta ceremonia anual de premios musicales en 2017. Este vídeo lideró la votación con un 39,27%, superando a producciones como «The Stage1» de Avenged Sevenfold y «You Against You» de Slayer. Además, en diciembre de 2019, Loudwire la designó como la canción de metal de la década.

## Posicionamiento en listas

### Listas semanales
| Lista (2016)                            | Mejor posición |
| --------------------------------------- | -------------- |
| Estados Unidos (Mainstream Rock Tracks) | 1              |
| Estados Unidos (Rock Songs)             | 1              |

### Lista anual
| Lista (2017)                    | Mejor posición |
| ------------------------------- | -------------- |
| Estados Unidos (Hot Rock Songs) | 1              |

## Certificaciones
| País | Organismo certificador | Certificación | Ventas   | Ref.   |
| --- | ---------------------- | ------------- | -------- | ------ |
| Canadá | Music Canada           | Oro           | 40 000^  | [ 14 ] |
| Noruega | IFPI                   | Oro           | 30 000‡  | [ 15 ] |
| Estados Unidos | RIAA                   | Oro           | 500 000‡ | [ 16 ] |
| Cifras de ventas calculadas exclusivamente a partir de certificaciones. ^Distribuciones determinadas únicamente por certificaciones. |                        |               |          |        |